# Hysterie
Hysterie is een gemoedstoestand waarbij mensen hun zelfbeheersing verliezen, bijvoorbeeld door angst, paniek of intense bewondering. Ook komt de term voor in de term massahysterie, een vorm van angst of paniek die bij een groep mensen optreedt.
In het verleden werd er ook een psychische aandoening mee aangeduid. In de loop van de twintigste eeuw is het een algemenere term geworden en werd deze niet meer gebruikt voor een specifiek ziektebeeld.

## Geschiedenis
De eerste die het woord hysterie gebruikte was Hippocrates. Hij beschreef hiermee de onregelmatige bloedstroom bij vrouwen van de baarmoeder naar de hersenen. Het woord hysterie is dan ook verwant aan het Griekse woord voor baarmoeder hystera, wat we terugzien in het woord hysterectomie.
In de Middeleeuwen dacht men dat bij hysterie de baarmoeder in het lichaam rondzwerft op zoek naar een kind.
Aan het einde van de negentiende eeuw, de beginjaren van de psychoanalyse, werd veel onderzoek naar hysterie gedaan door de Franse neuroloog Jean-Martin Charcot. Op basis van zijn werk ontwikkelde Sigmund Freud zijn theorie over conversieneurosen, waarbij psychische problemen zich uiten in lichamelijke symptomen (zie zijn beschrijving van de ziektegeschiedenis van Anna O.). Meer specifiek gebruikte men het woord hysterie voor de onrust die men waarnam bij seksueel onbevredigde vrouwen. Men dacht dat er sprake was van hysterie wanneer het eigen zaad dat de vrouw zou produceren, zich ophoopte en niet geloosd kon worden bij gebrek aan seksuele contacten. De behandeling zou eruit bestaan hebben dat de vroedvrouw of de arts genitaliën van de vrouw masseerde en zo trachtte de vrouw tot orgasme te brengen en daarmee de onrust weg te nemen.
Na een aantal decennia verdween deze vorm van behandeling en het begrip hysterie naar de achtergrond. Freudianen gebruikten de term nog wel, maar anderen gingen deze als te algemeen beschouwen.

## Hedendaags gebruik
Het woord hysterie komt nog voor in de term massahysterie, een vorm van angst of paniek die bij een groep mensen optreedt. In engere zin duidt het woord hysterie wel op paniekstoornis, somatoforme stoornissen (met name conversiestoornis) of dissociatieve stoornissen (met name bij motorische problemen en dissociatieve convulsies). Ook wordt het woord gebruikt als synoniem van theatrale persoonlijkheidsstoornis (in het Engels histrionic personality disorder).